# Comuna Pisarovina, Zagreb
Pisarovina este o comună în cantonul Zagreb, Croația, având o populație de 3.689 de locuitori (2011).

## Demografie
Componența etnică a comunei Pisarovina
     Croați (98,94%)
     Necunoscut (0,11%)
     Neclasificat (0,7%)
Componența confesională a comunei Pisarovina
     Catolici (97,24%)
     Fără religie și atei (1,06%)
     Necunoscută (0,68%)
     Alte religii (1%)
Conform recensământului din 2011, comuna Pisarovina avea 3.689 de locuitori. Din punct de vedere etnic, majoritatea locuitorilor (98,94%) erau croați. Apartenența etnică nu este cunoscută în cazul a 0,11% din locuitori. Din punct de vedere confesional, majoritatea locuitorilor (97,24%) erau catolici, cu o minoritate de persoane fără religie și atei (1,06%). Pentru 0,68% din locuitori nu este cunoscută apartenența confesională.